# Marjan Dema

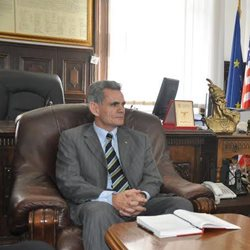
Marjan Dema, 2016

Marjan Dema (* 27. Mai 1957 in Klina, Föderative Volksrepublik Jugoslawien) ist Professor für Mathematik an der Universität Prishtina. Er war viele Jahre engagiert im Netzwerk der Balkan-Universitäten und war von März 2016 bis September 2020 Rektor der Universität Prishtina.

## Leben und Wirken
Marjan Dema erwarb den Master-Titel in Mathematik mit der Arbeitː Einige Interpolationsmerkmale der analytischen Funktionen innerhalb der Hilbert-Transformation und den Doktor der mathematischen Wissenschaften im Jahr 1987 mit der Arbeitː Multiple Interpolation in HP Räumlichkeiten ohne den Zustand des Karlesonit, an der Universität Prishtina.
Er hat als Gastprofessor an der Fakultät für Wirtschaftswissenschaften der Universität Tetovo (1997–1999) und am American College „Midwestern Baptist College“ in Pontiac, USA (2002–2005) gelehrt. Er pflegte im Rahmen des Netzwerks der Balkan-Universitäten wissenschaftliche Beziehungen zur Trakya Üniversitesi in Edirne und insbesondere mit Hilmi Ibar.
In den Jahren 2009–2012 war er Mitglied des Universitätsrates der Universität Prishtina. Nach seiner Wahl zum Rektor der Universität Prishtina trat er sein Amt im März 2016 an.
Im Jahr 2019 war Rektor Marjan Dema der Schirmherr eines internationalen Seminars wurde von Rotary International mit Studenten aus Deutschland, Griechenland der Türkei und dem Kosovo zum Thema Bekämpfung von Malaria.
Am 19. August 2020 wurde Naser Sahiti als sein Nachfolger im Amt als Rektor der Universität Prishtina gewählt. Die Ämterübergabe erfolgte am 1. Oktober 2020.

## Publikationen (Auswahl)
- Marjan Dema: Certain Inequalities for (A,M) - Convex functions. In: International Journal of Mathematical Archive. 2(12), 2011, S. 2520–2524.
- Muja Gjonbalaj, Marjan Dema, Iliriana Miftari: The Role of Statistics in Kosovo Enterprises. In: Journal of Applied Quantitative Methods. Vol. 4, No. 3 Fall 2008.
- Xhevat Z. Krasniqi, Huseyin Bor, Naim L. Braha und Marjan Dema: On Absolute Matrix Summability of Orthogonal Series.In:  Int. Journal of Math. Analysis. Vol. 6, 2012, No 10, 493501.
- Dr Marjan Dema: On a Problem of Multiple Interpolation in Hp  Spaces.  Liet. Matem. Rink., Vilnius, Lithuania 1985.
- Dr Marjan Dema: Një problem mbi interpolimin në Hapësirat Hp. In: Buletini I FSHMN. Pristina 1995.
- Dr Marjan Dema: Interpolimi I shumëfishtë mbi hapësirat Hp. In: Buletini I FSHMN. Pristina 1995.
- Dr Marjan Dema: Mbi interpolimin e shumëfishtë më peshë në klasat Hp(p≥1). Kërkime, Pristina 1997.
- Marjan Dema: Disa veçori të interpolimit të funksioneve analitike në hapësirat të Hilbertit. Punimi I magjistraturës, Pristina 1984.
- Marjan Dema: Intrerpolimi I shumëfishtë në hapësirat Hp pa konditën e Karlesonit. Üunim I disertacionit të doktoratës, Pristina 1987.